# Sąsiedzka opowieść
Sąsiedzka opowieść (jap. ご近所物語 Gokinjo monogatari) – manga autorstwa Ai Yazawy, publikowana na łamach magazynu „Ribon” wydawnictwa Shūeisha w latach 1995–1997. Jej rozdziały zostały zebrane w 7 tomach. W Polsce licencję na wydanie mangi nabyło wydawnictwo Waneko.
Na bazie mangi studio Toei Animation stworzyło 50-odcinkowy serial anime, który emitowano od września 1995 do września 1996.

## Fabuła
Mikako Kouda jest aspirującą projektantką mody, która uczęszcza do Akademii Sztuki Yazawa w Tokio i stopniowo rozwija swoją markę odzieżową, Happy Berry. Będąc przyjaciółką z dzieciństwa swojego sąsiada, Tsutomu Yamaguchiego, od najmłodszych lat, Mikako zaczyna na nowo oceniać swoje dotąd platoniczne uczucia do niego, gdy ten nagle staje się popularny w szkole ze względu na swoje podobieństwo do piosenkarza Kena Nakagawy i zaczyna spotykać się z Mariko, atrakcyjną i popularną dziewczyną.

## Bohaterowie

### Główni
- Mikako Kouda (jap. 幸田 実果子 Kōda Mikako)

Seiyū: Rumi Shishido 
- Tsutomu Yamaguchi (jap. 山口 ツトム Yamaguchi Tsutomu)

Seiyū: Kappei Yamaguchi 

### Członkowie Akindo
- Risa Kanzaki (jap. 神崎 リサ Kanzaki Risa)

Seiyū: Shiho Niiyama 
- Mai Oota (jap. 太田 麻衣 Ōta Mai)

Seiyū: Wakana Yamazaki 
- Jiro Nishino (jap. 西野 ジロー Nishino Jirō)

Seiyū: Kyousei Tsukui 
- Yuusuke Tashiro (jap. 田代 勇介 Tashiro Yūsuke)

Seiyū: Toshiyuki Morikawa 

### Rodzina Kouda
- Miwako Sakurada (jap. 櫻田 実和子 Sakurada Miwako)

- Ruriko Kouda (jap. 幸田 留里子 Kōda Ruriko)

Seiyū: Yōko Kawanami 
- Hirohiko Sakurada (jap. 櫻田 広彦 Sakurada Hirohiko)

Seiyū: Yusaku Yara 

### Rodzina Nakasu
- Mariko Nakasu (jap. 中須 茉莉子 Nakasu Mariko)

Seiyū: Yumi Tōma 
- Shintarou Nakasu (jap. 中須 新太郎 Nakasu Shintarō)

Seiyū: Chizu Yonemoto 

### Inni
- Hamada (jap. 浜田)

Seiyū: Junko Hagimori 
- Noriji Sunami (jap. 陶波 法司 Sunami Noriji)

Seiyū: Takeshi Aono 
- Ayumi Oikawa (jap. 及川 歩 Oikawa Ayumi)

Seiyū: Yūko Minaguchi 
- Hiroaki Tokumori (jap. 徳森 浩昭 Tokumori Hiroaki)

Seiyū: Hideyuki Tanaka 
- Seiji Kisaragi (jap. 如月 星次 Kisaragi Seiji)

- Shuuji Araya (jap. 新谷 修司 Araya Shūji)

## Manga
Seria była publikowana w magazynie „Ribon” od lutego 1995 do października 1997. Wydawnictwo Shūeisha zebrało jej rozdziały w 7 tankōbonach, wydawanych od 13 października 1995 do 15 kwietnia 1998. Od 16 września do 20 grudnia 2005 wydawana była 4-tomowa edycja aizōban, natomiast między 18 maja a 15 lipca 2011 ukazała się 5-tomowa edycja bunkoban.
W Polsce prawa do dystrybucji mangi nabyło wydawnictwo Waneko.

### Edycja tankōbon
| Nr | Data wydania (język japoński) | ISBN (język japoński) |
| -- | ----------------------------- | --------------------- |
| 1  | 13 października 1995          | ISBN 4-08-853820-X    |
| 2  | 15 marca 1996                 | ISBN 4-08-853845-5    |
| 3  | 8 sierpnia 1996               | ISBN 4-08-853872-2    |
| 4  | 14 stycznia 1997              | ISBN 4-08-853896-X    |
| 5  | 15 lipca 1997                 | ISBN 4-08-856027-2    |
| 6  | 14 listopada 1997             | ISBN 4-08-856046-9    |
| 7  | 15 kwietnia 1998              | ISBN 4-08-856073-6    |

### Edycja bunkoban
| Nr | Język japoński  | Język japoński         | Język polski  | Język polski           |
| Nr | Data wydania    | ISBN                   | Data wydania  | ISBN                   |
| -- | --------------- | ---------------------- | ------------- | ---------------------- |
| 1  | 18 maja 2011    | ISBN 978-4-08-619243-9 | 31 marca 2025 | ISBN 978-83-8389-068-5 |
| 2  | 18 maja 2011    | ISBN 978-4-08-619244-6 | 27 maja 2025  | ISBN 978-83-8389-069-2 |
| 3  | 17 czerwca 2011 | ISBN 978-4-08-619245-3 | 28 lipca 2025 | ISBN 978-83-8389-070-8 |
| 4  | 17 czerwca 2011 | ISBN 978-4-08-619246-0 | —             |                        |
| 5  | 15 lipca 2011   | ISBN 978-4-08-619247-7 | —             |                        |

## Anime
50-odcinkowy telewizyjny serial anime, wyprodukowany przez Toei Animation, Asahi Broadcasting Corporation i Asatsu-DK, był emitowany na antenie TV Asahi od 10 września 1995 do 1 września 1996. Reżyserem był Atsutoshi Umezawa, za scenariusz odpowiadała Aya Matsui, projekty postaci stworzył Yoshihiko Umakoshi, a muzykę skomponował Masahiro Kawasaki. Rolę Mikako zagrała Rumi Shishido, którą do udziału w przesłuchaniu zachęcił producent Hiromi Seki po usłyszeniu jej głosu w albumie Do-Re-Mi-Fa-So-La-Ti-Do-Shi-Shi-Do-Ru-Mi z 1990 roku.
2 marca 1996 premierę miał 30-minutowy kinowy film anime, będący alternatywną wersją początku serii.

### Ścieżka dźwiękowa
| Nr             | Tytuł              | Wykonawca     | Źródło   |
| Czołówka       | Czołówka           | Czołówka      | Czołówka |
| -------------- | ------------------ | ------------- | -------- |
| 1              | „He.Ro.I.Ne”       | Rumi Shishido | [ 3 ]    |
| Napisy końcowe |                    |               |          |
| 1              | „Don’t You Know?!” | Rumi Shishido | [ 3 ]    |
| 2              | „NG!”              | Rumi Shishido | [ 3 ]    |